# Raymond Swan
Raymond Swan, född 7 december 1938, är en friidrottare från Bermuda. Han deltog vid olympiska sommarspelen 1976.